# Škoda Sport
Der Škoda Sport war ein Renn- und Sportwagen des tschechoslowakischen Automobilherstellers AZNP. Der zweisitzige Roadster mit Aluminiumkarosserie in Ponton-Bauweise kam 1949 heraus.

## Technik
Das Auto basiert auf dem Škoda 1101 Tudor, der 1946 vorgestellt wurde. Die Karosserie wurde in Handarbeit aus Aluminiumblechen hergestellt. Der wassergekühlte, obengesteuerte Vierzylinder-Viertakt-Reihenmotor mit einem oder zwei Kompressoren hatte einen Hubraum von 1089 oder 1221 cm³ und eine Leistung von 37–66 kW (50–90 PS) im Saugbetrieb und 48–132 kW (65–180 PS) im Kompressorbetrieb. Er beschleunigte das 655–715 kg schwere Fahrzeug bis auf 140–180 km/h (im Saugbetrieb). Über das am Motorblock angeflanschte Getriebe und eine Kardanwelle wurde die Antriebskraft an die Hinterräder weitergeleitet. Der vorne und hinten gegabelte Skelettrahmen des Wagens bestand aus geschweißten Stahl-U-Profilen und besaß ein Zentralrohr.
Beim 24-Stunden-Rennen von Le Mans 1950 konnten die Fahrer Václav Bobek und Jaroslav Netušil zunächst gut mithalten. Der damals üblichen Rennkraftstoff war ein Gemisch aus Benzin, Ethanol und Aceton. Damit erreichte der Škoda  Sport eine Höchstgeschwindigkeit von 140 km/h und erzielte eine Durchschnittsgeschwindigkeit von 126 km/h. In der 13. Stunde mussten der Wagen allerdings wegen eines Defekts aufgeben.

## Škoda  Supersport
1950 erschien parallel dazu der Škoda Supersport. Dieses Fahrzeug war als Monoposto mit freistehenden Rädern ausgebildet und hatte ebenfalls eine Aluminiumkarosserie. Zusätzlich zu den oben erwähnten Motoren wurde ein Aggregat mit 1490 cm³ Hubraum eingesetzt. Die Motor- und Fahrleistungen entsprachen ebenfalls dem vorgenannten Modell.
Die Karosserien beider Typen wurden mehrfach wieder aufbereitet und mit unterschiedlichen Motoren versehen.

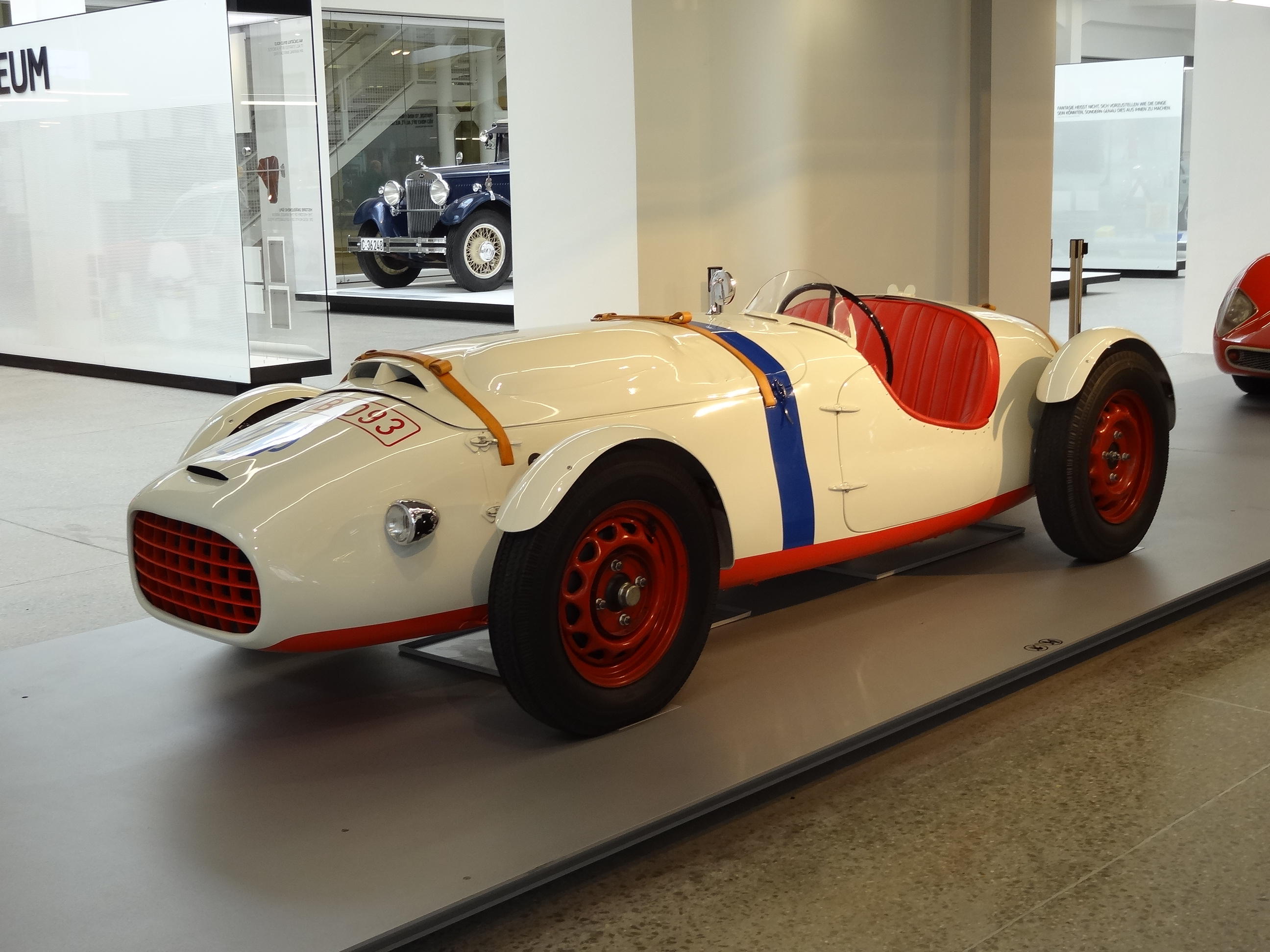
Škoda Supersport Typ 966
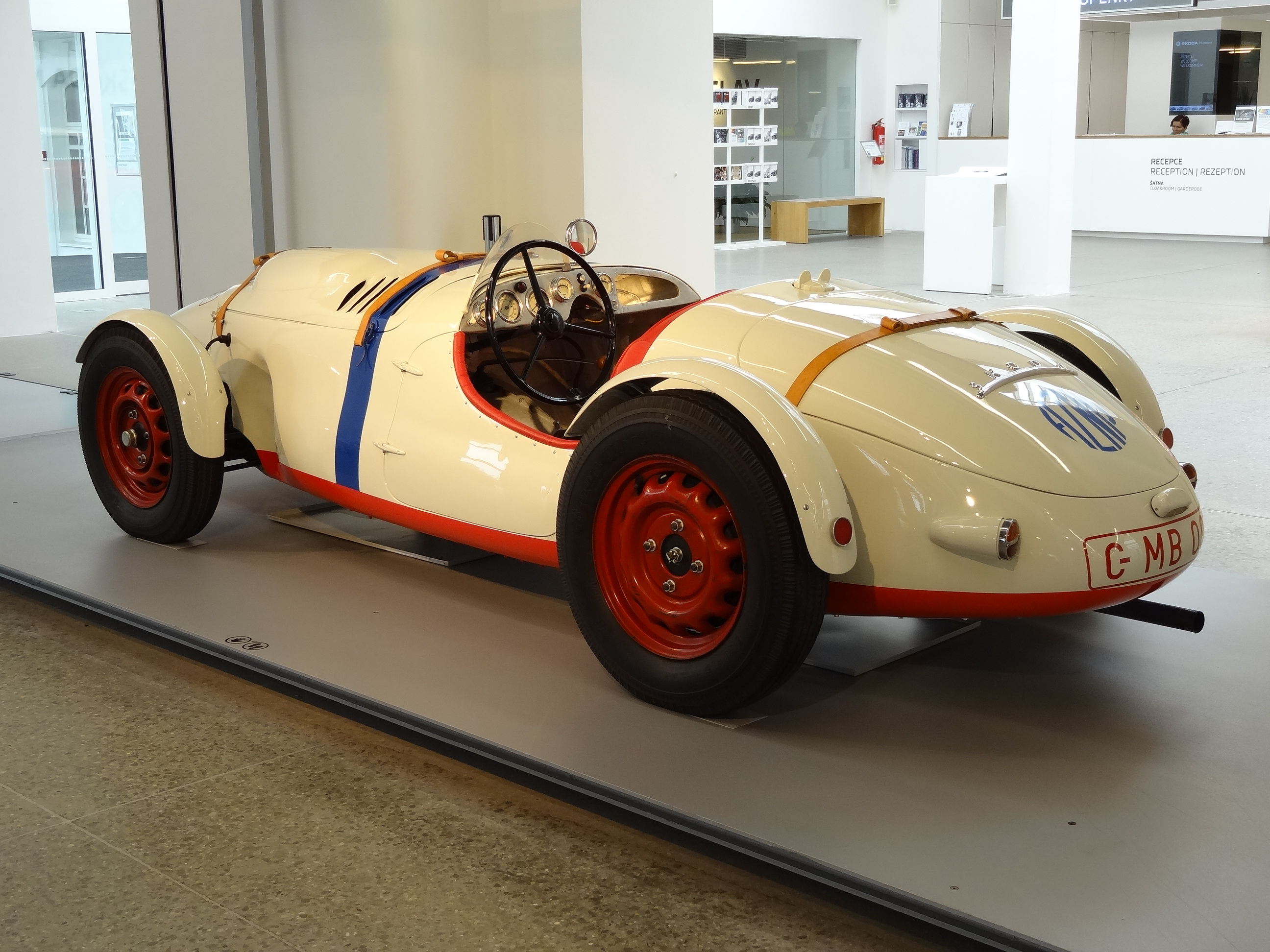
Škoda Supersport Typ 966
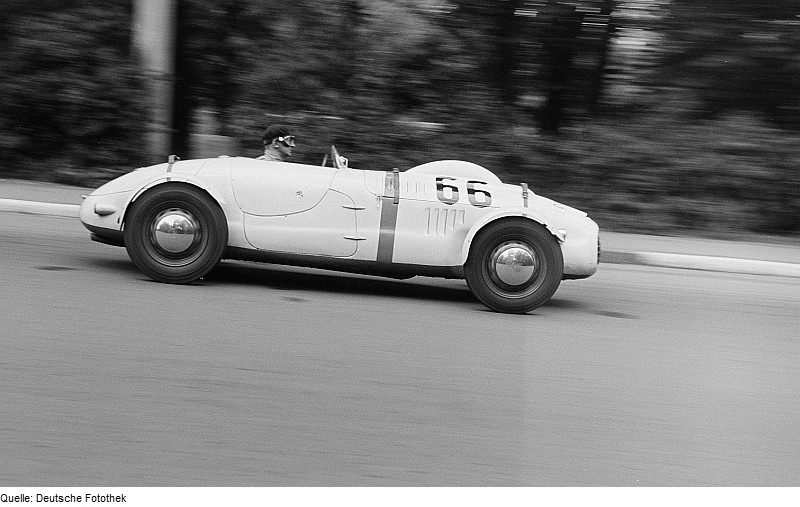
Škoda Supersport 1950 beim Leipziger Stadtparkrennen